# Caso Viacom International contra YouTube
El Caso Viacom International contra YouTube, (o ) es un proceso judicial iniciado el 13 de marzo de 2007, en el cual la empresa Viacom demandó a YouTube. La referencia al proceso es Caso No. 07 Civ. 2103, y el nombre del caso es Viacom International Inc. contra YouTube, Inc.
La página web YouTube destinada a compartir videos propiedad de Google, alegando que había incurrido en una «descarada» y «masiva» infracción de derechos de autor por permitir a sus usuarios la subida y la visualización de centenares de videos propiedad de Viacom sin permiso. Google alegó en el juicio oral (con motivo de la citación de 2010) que se encontraba amparado por los principios safe harbor contenidos en la Digital Millennium Copyright Act. En 2012, en la apelación conocida por la United States Court  Appeals for the Second Circuit, se anuló en parte dicho alegato. El 18 de abril de 2013, el juez del Distrito Louis L. Stanton volvió a fallar a favor de YouTube. La decisión ya ha sido apelada.

## Antecedentes
El 13 de marzo de 2007, Viacom demandó a Google y YouTube por infracción de derechos de autor por permitir a sus usuarios la subida y visualización de material con derechos de autor propiedad de Viacom. La cantidad exigida ascendió a 1 millón de dólares. El demandante sostuvo que aproximadamente 150,000 videos de Viacom, como Bob Esponja y The Daily Show se encontraban disponibles en YouTube y que los videos habían sido visualizados más de 1.500 millones de veces.
Viacom alegó que YouTube había infringido derechos de autor por la visualización, ejecución y reproducción de sus trabajos sin permiso. Además, Viacom sostuvo que YouTube también «promovió, indujo y participó» en la infracción y que habían construido deliberadamente una biblioteca de material con copyright con la finalidad de incrementar su tráfico web (y obtener ingresos publicitarios). En total, Viacom reclamó tres cargos por infracción directa y otros tres por infracción indirecta, específicamente por inducción, contribución y responsabilidad indirecta.
Viacom no reclamó daños por las acciones posteriores a que Google implantara un filtro de contenido llamado ContentID—que detectaba contenido protegido por derechos de autor y lo bloqueaba— para YouTube a principios del año 2008. Posteriormente el procedimiento fue fusionado con demandas similares interpuestas por la Premier League y otros propietarios de derechos de autor.

## Procedimientos de la Corte del Distrito
En julio de 2008, durante la fase de preparación del juicio, Viacom obtuvo una decisión de la corte por la que se obligaba a YouTube a recopilar información detallada de los hábitos de visualización de cada usuario de su portal.
La medida llevó a la preocupación de que los hábitos de visualización de los usuarios podían ser identificados a través de una combinación entre la dirección IP y la cuenta de usuario, por lo que fue criticada por la Electronic Frontier Foundation, que tildó la decisión de la corte de «un retroceso para los derechos de privacidad», y por abogados de derecho informático como Simon Davies, el cual sostuvo que la privacidad de millones de usuarios de YouTube había sido comprometida. El juez Stanton desestimó las preocupaciones por la privacidad de los usuarios calificándolas de «especulativas» y ordenó a YouTube a que procesara aproximadamente 12 terabytes de información. Asimismo, el juez también alegó que debido a que YouTube no es un «proveedor de servicios de vídeo», como se define en la Video Privacy Protection Act, la información de sus usuarios no puede ser protegida a la luz de dicha ley. Sin embargo, Stanton rechazó la demanda de Viacom en la que pretendía forzar a YouTube (y con ello a Google) a revelar el código fuente de su motor de búsqueda, porque se vulneraría así el «secreto comercial».
Más tarde, a finales de julio de 2008, Google y Viacom acordaron que se anonimizaría toda la información antes de ser enviada a Viacom. El acuerdo de la privacidad al revelar la información se aplicó a otros litigantes, incluyendo la Premier League inglesa, la organización Rodgers and Hammerstein y la Premier League de Escocia. Con todo y con ello, el acuerdo de privacidad exceptuó a los empleados tanto del acusado como de los demandantes, por lo que la información relativa a los trabajadores de las distintas compañías no fue anonimizada.
Los datos de los empleados (sin anonimizar) fueron utilizados en la documentación presentada por ambas partes. Viacom citó correos electrónicos internos enviados entre los fundadores de YouTube donde se discutía cómo tratar los vídeos subidos a YouTube que, obviamente, eran propiedad de las entidades de gestión de derechos de autor. Con esta maniobra Viacom intentó demostrar que en YouTube se conocía que existía una infracción masiva de los derechos de autor. Por otro lado, Google anunció que la propia Viacom había «contratado a no menos de 18 distintas agencias de publicidad para subir sus contenidos a YouTube». Teniendo en cuenta esto Google argumentó que, si los abogados de Viacom no eran «capaces de reconocer qué videos infringían los derechos de autor y qué videos habían sido subidos con la autorización de Viacom», no era razonable esperar que los trabajadores de Google supiesen qué vídeos se subían con autorización y cuáles no.
Posteriormente, el representante legal de Google formuló las siguientes declaraciones: 

Durante años, Viacom se ha dedicado de forma continua y secreta a subir su contenido a YouTube, incluso cuando se quejaban públicamente de su presencia en nuestro servicio. Contrataron a no menos de 18 distintas agencias de publicidad para subir su contenido al sitio. Incluso distorsionaban deliberadamente sus videos para que pareciesen robados o filtrados. Abrían cuentas de YouTube utilizando correos electrónicos falsos. Incluso enviaban a sus trabajadores a subir sus propios videos desde ubicaciones ajenas a la empresa, para que los servidores de Viacom no fueran rastreados. Con la intención de promover sus propios programas, como política de empresa de Viacom, permitían de forma rutinaria que los usuarios ordinarios pudiesen subir videos de sus programas. Ejecutivos de la talla del presidente de Comedy Central y el directivo de MTV Networks expresaron que era bueno que en YouTube se subieran programas de The Daily Show y de The Colbert Report.
Los esfuerzos de Viacom de disfrazar su uso de YouTube como herramienta promocional funcionó tan bien que incluso sus propios empleados perdían la cuenta de lo que publicaban o subían al sitio. Como resultado de este hecho, en varias ocasiones fue la propia Viacom la que demandó la eliminación de contenido que ellos mismos habían subido, volviendo más tarde a pedir su reincorporación.
De hecho, muchos de los clips por los que actualmente está demandando Viacom a YouTube fueron subidos por la propia Viacom.
Zahavah Levine, Chief Counsel, YouTube

## Sentencia de la Corte del Distrito de 2010
El 23 de junio de 2010, el juez Stanton falló a favor de YouTube sosteniendo que la empresa Google se encontraba protegida por las provisiones de la Digital Millennium Copyright Act, a pesar de evidencias de una infracción internacional de derechos de autor. El juez sostuvo que aunque la empresa tenía un conocimiento innegable de que determinado material infractor de derechos de autor había sido subido por sus usuarios, no podían saber qué videos habían sido subidos con permiso y cuáles no. Stanton añadió que obligar a las plataformas en las que sus usuarios comparten videos a inspeccionar cada video subido, «contravendría la estructura y operatividad de la DMCA». Como prueba de que el régimen de notificación de la Digital Millennium Copyright Act (concretamente de la OCILLA) era efectivo, el juez determinó que en el año 2007 se habían llevado a cabo retiradas masivas de contenido infractor de copyright (notice and takedown) propiedad de Viacom. Se rechazaron las comparaciones que Viacom realizó entre YouTube y otras empresas de intercambio de archivos como Grokster, que había sido declarada culpable de infracción indirecta de copyright. La sentencia revocó el mandato judicial emitido en julio de 2008. Viacom anunció su intención de recurrir la sentencia de la Corte del Distrito.

## Sentencia de la Corte de Apelación de 2012
La apelación fue discutida antes de ser resuelta por la United States Court of Appeals for the Second Circuit en agosto de 2011, y fue decidida el 5 de abril de 2012. Como fundamentos jurídicos, Viacom y otros demandantes se centraron en las comunicaciones internas entre empleados de YouTube mantenidas por correo electrónico, en las que se podía evidenciar que los trabajadores estaban informados de la infracción de derechos de autor. La Corte interpretó que este hecho podía considerarse como «conocimiento» (de que se infringían derechos de autor) y dejar a YouTube fuera de la protección safe harbor.
Los Jueces Cabranes y Livingston revirtieron la decisión del juez Stanton, sosteniendo que «un jurado razonable defendería que YouTube tiene conocimiento o notificación de que se infringen derechos de copyright en su sitio web» y, contrario al procedimiento de la United States Court of Appeals for the Ninth Circuit en el caso Veoh (UMG v. Shelter Partners), en que el derecho y la habilidad de controlar actividad infractora no requiere conocimiento de una infracción específica. Por tanto, el caso vuelve a optar a un juicio con jurado.
Sin embargo, la Corte de Apelaciones apoyó un aspecto de la sentencia de Stanton. Los demandantes discutían que cuatro de las funciones del software de YouTube dejaban a la empresa fuera de la protección safe harbor, pero la Corte de Apelaciones coincide con la Corte del Distrito en que tres de las funciones —transcodificación, visualización y videos relacionados—— se encontraban en la esfera del safe harbor. La cuarta función, la redifusión, fue objeto de debate e investigación posterior.

## Sentencia de la Corte del Distrito de 2013
El 18 de abril de 2013 se conoció la nueva sentencia del juez Stanton en la que se volvía a fallar a favor de YouTube. 
Siguiendo las indicaciones de la Corte de Apelaciones, el juez se pronunció sobre cuatro cuestiones en su decisión:

(A) Si … YouTube tuvo conocimiento o notificación de las infracciones específicas … ; 
(B) Si … YouTube tuvo conocimiento pero no actuó en consecuencia …;
(C) Si YouTube tuvo el “derecho y la habilidad para controlar” la actividad infractora …; y
(D) Si algunos videos … fueron redifundidos ….

El juez Stanton falló a favor de YouTube en las cuatro cuestiones, pues consideró que YouTube no tenía conocimiento de que existiese material con copyright de Viacom, por lo que no pudo no actuar en consecuencia.
Además, la Corte sostuvo que YouTube no tenía el «derecho y la habilidad de controlar» la actividad infractora porque «no hay prueba de que YouTube indujese a sus usuarios a enviar material infractor de derechos de autor, debido a que los usuarios contaban con información detallada de qué contenido subir o editar y YouTube no pudo participar en su actividad». 
En esta sentencia se ignoraron declaraciones hechas por empleados de Youtube en las que afirmaban que «[debemos crecer] de forma tan agresiva como sea posible, sin importar los medios empleados, el problema es.… [YouTube] está fuera de control en los que se refiere a material protegido por derechos de autor … [si eliminamos] el contenido que obviamente infringe copyright… el tráfico web del sitio [disminuiría] a aproximadamente un 20% … robadlo!» Las declaraciones anteriores fueron rechazadas por encontrarse fuera de contexto.
La sentencia final fue publicada el 29 de abril de 2013 y ya ha sido apelada.